# Sachatamia electrops
Sachatamia electrops é uma espécie de anfíbio anuro da família Centrolenidae. O seu estado de conservação ainda não foi avaliado pela Lista Vermelha da UICN. Está presente na Colômbia.